# بيتر روك
بيتر روك (بالألمانية: Peter Rock)‏ (16 ديسمبر 1942 برودولشتات في ألمانيا - ) هو لاعب كرة قدم ألماني (وحمل سابقاً جنسية ألمانيا الشرقية) في مركز الوسط، شارك في الألعاب الأولمبية الصيفية 1964. وشارك مع منتخب ألمانيا الشرقية لكرة القدم. أما مع النوادي، فقد لعب مع كارل زايس يينا.

## وصلات خارجية
- بيتر روك على موقع قاعدة بيانات كرة القدم.إي يو (الإنجليزية)
- بيتر روك على موقع بيانات كرة القدم. دي إي (الألمانية)
- بيتر روك على موقع ناشيونال فوتبول تيمز (الإنجليزية)
- بيتر روك على موقع عالم كرة القدم.نت (الإنجليزية)
- بيتر روك على موقع أوليمبيديا (الإنجليزية)